# جون درو (ملحن)
جون درو هو ملحن ومنتج أسطوانات كندي، ولد في القرن العشرين.

## وصلات خارجية
- الموقع الرسمي
- جون درو على موقع ميوزك برينز (الإنجليزية)
- جون درو على موقع أول ميوزيك (الإنجليزية)
- جون درو على موقع ديسكوغز (الإنجليزية)